# Мульденштайн
Мульденштайн (нем. Muldenstein) — община в Германии, в земле Саксония-Анхальт. 
Входит в состав района Биттерфельд. Подчиняется управлению Мульдестаузее-Шмерцбах.  Население составляет 2154 человека (на 31 декабря 2006 года). Занимает площадь 3,57 км².